# Вестманнаэйяр (острова)
Ве́стманнаэ́йяр (исл. Vestmannaeyjar) — небольшой архипелаг вулканического происхождения к югу от Исландии. Площадь — 21 км². Административно составляет одноимённую общину. Население на 2018 год составляет около 4300 человек.

## География

Карта архипелага Вестманнаэйар

Архипелаг состоит из одного большого острова (Хеймаэй — единственного обитаемого острова с главным городом архипелага Вестманнаэйяром), 13-ти маленьких, а также нескольких десятков скал и утёсов.
Вулканическая деятельность, как и в самой Исландии, очень активна. Крупное извержение вулкана Эльдфедль в 1973 году заставило эвакуировать население Хеймаэя. По его окончании на месте луга образовалась гора высотой около 200 метров. Извержение разрушило около трети города Вестманнаэйяр.
Вестманнаэйяр лежит на пути перелётов многих видов птиц. Некоторые виды гнездуются на архипелаге.

### Острова архипелага
- Хеймаэй (13,4 км²)
- Сюртсей (1,4 км²)
- Эдлидаэй (0,45 км²)
- Бьяднарей (0,32 км²)
- Аульсей (0,25 км²)
- Сюдюрей (0,20 км²)
- Брандюр (0,1 км²)
- Хедлисей (0,1 км²)
- Сульнаскер (0,03 км²)
- Гельдунгюр (0,02 км²)
- Гейрфюгласкер (0,02 км²)
- Хани
- Хайна
- Хрёйней

## История
Точная дата открытия островов неизвестна, но предполагается, что архипелаг был обнаружен ирландскими мореплавателями и викингами одновременно с Исландией. Острова также известны тем, что в 1627 году были захвачены османским флотом и берберийскими пиратами, угнавшими людей в рабство. Другую известность архипелаг приобрёл в 1960-х гг, когда к юго-западу от него образовался новый остров Сюртсей.
В переводе с исландского Вестманнаэйяр означает «острова западных людей», что упоминает о первых поселенцах этих мест — ирландцах (которых норвежские викинги называли «западными людьми»), рабах, взбунтовавшихся против своего хозяина, норвежского викинга Хьёрлейва Хродмарссона, и бежавших на острова.

## Транспорт
На Вестманнаэйяр можно попасть либо воздушным транспортом, либо паромом из города Торлауксхёбн. На скальном острове Stóridrangur в западной части архипелага располагается маяк Тридрангар, получивший известность как «одно из самых уединённых мест в мире».

## Галерея

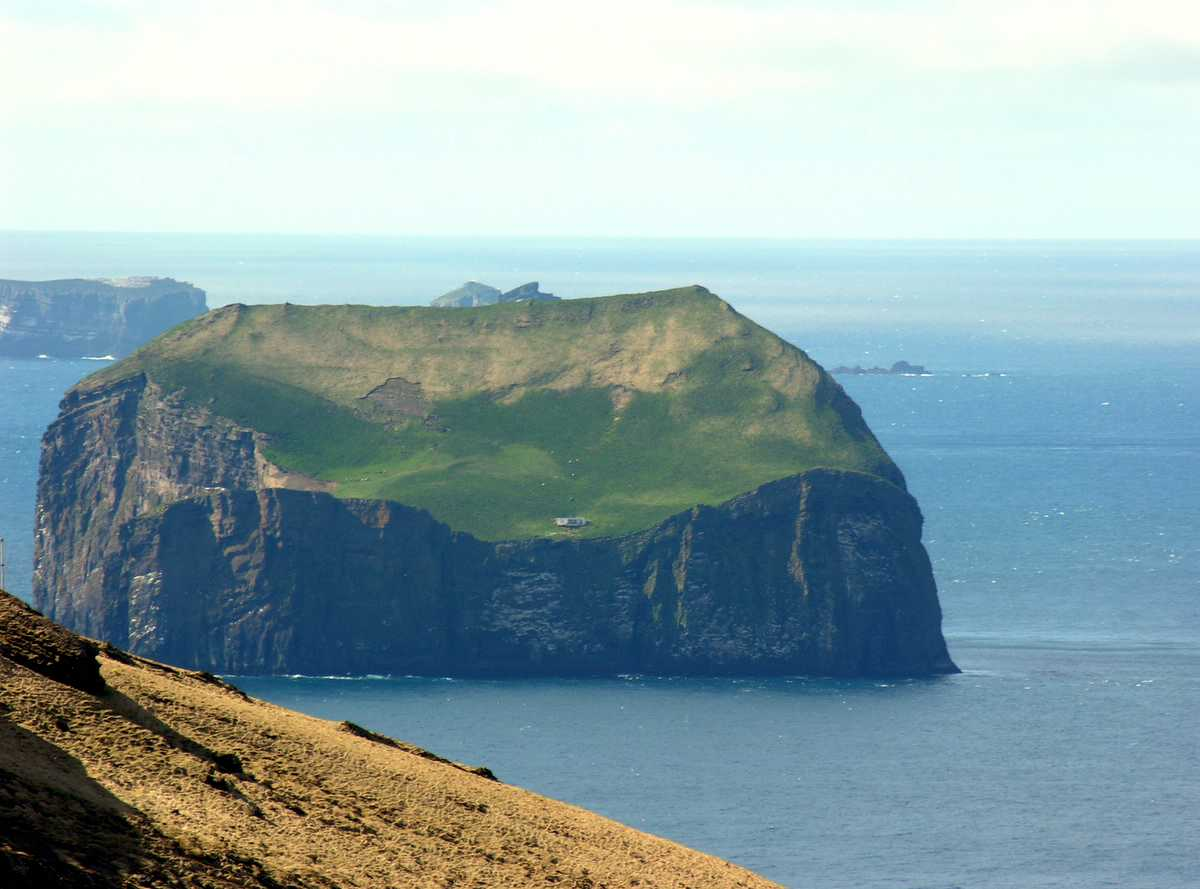
Острова Вестманнаэйяра имеют скалистые неприступные берега
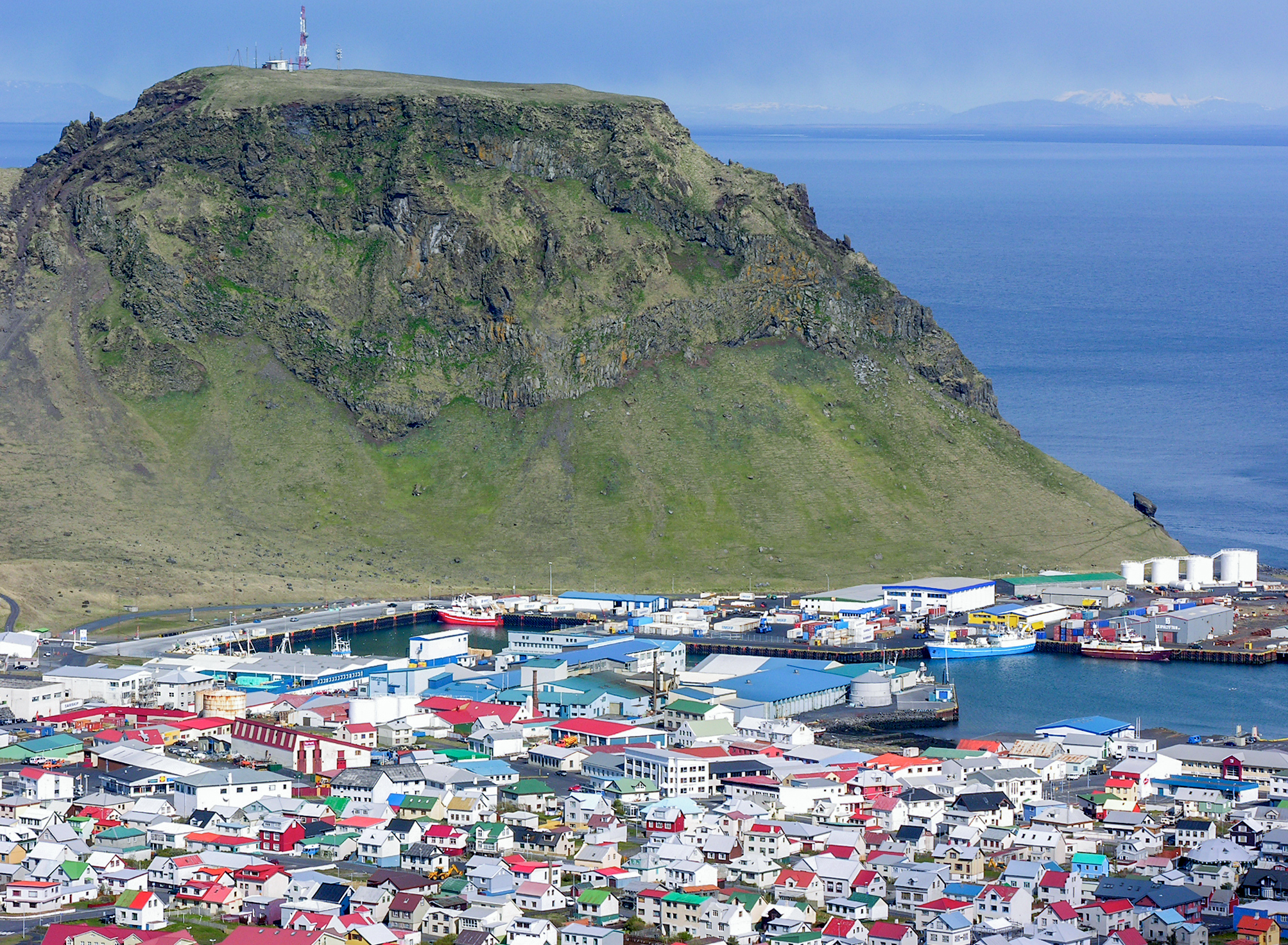
Город Вестманнаэйяр
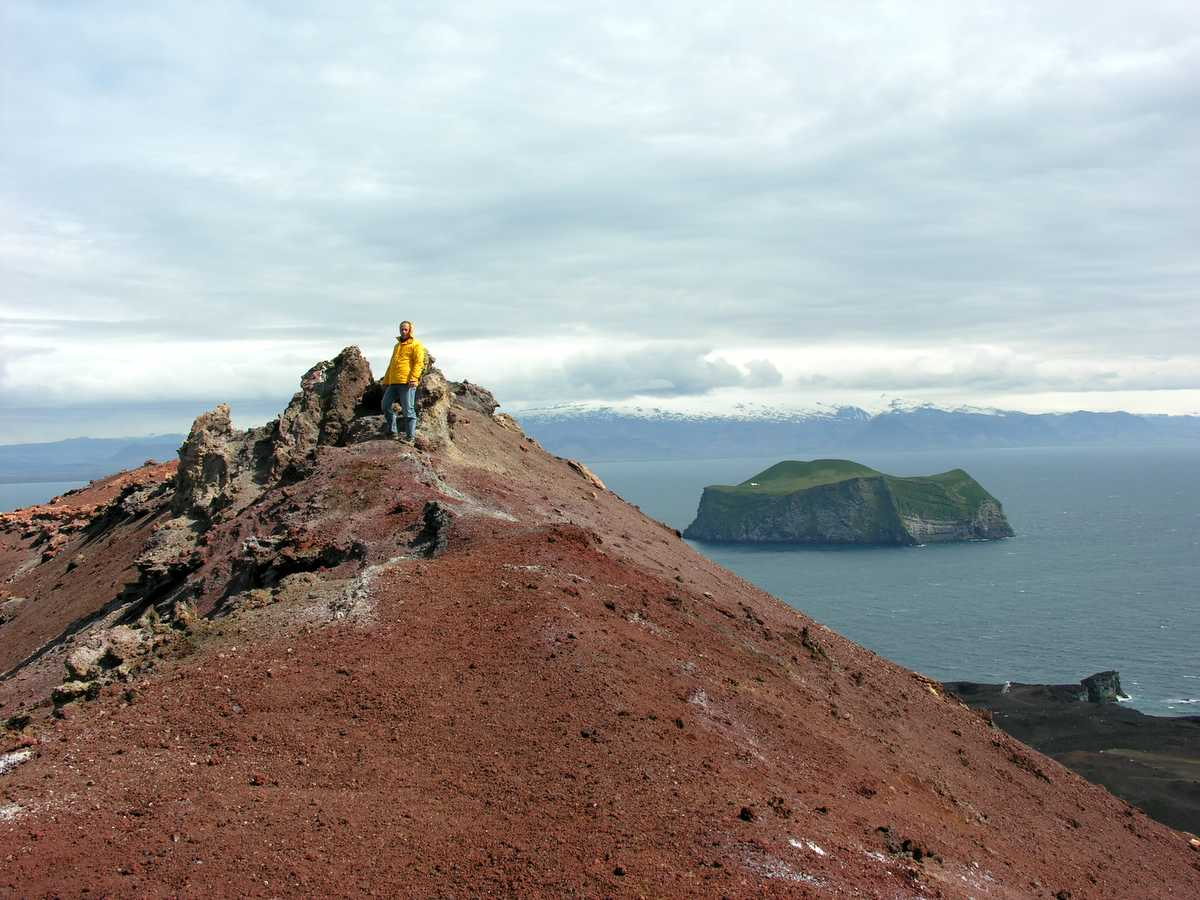
На острове Хеймаэй